# 木原均
木原均（1893年10月21日—1986年7月27日），是日本遺傳學家，以小麥遺傳研究聞名。

## 生平
木原均於1893年10月21日出生於日本東京都。畢業於北海道帝國大學農學部，1927年至1956年任京都大學農學部教授，1955年至1969年國立遺傳學研究所教授，1942年到1984年任木原生物研究所教授。他被選為日本學院的成員。
自1983年起，日本遺傳學會（GSJ）將木原獎頒授給在遺傳學研究領域取得重大成就的研究人員，以紀念木原均他以小麥為主的研究在全球為遺傳學和演化的貢獻。 
1985年，横濱木原生命科學發展纪念基金會在横濱成立，以纪念木原均，促進生命科學。

## 貢獻
當時的日本學者必須在海外工作多年才能錄取為正式研究人員。在德國工作期間，木原均研究了小酸模和其他酸模物種的遺傳學，並發現了性染色體。  1936 年，他注意到小麥中的七條染色體成為一對可以執行最低基因功能的染色體，因此將其命名為基因組。 基因组的概念在全世界推廣，形成了生物学和基因工程發展的基礎。

## 其它
- 木原纪念财团学术奖

1. 1 2  Crow, James F.  (PDF). Genetics (Genetics Society of America). August 1991, 137: 891–894  [22 January 2013]. OCLC 469812548. （原始内容存档 (PDF)于2015-09-24）.Crow, James F. (August 1991). "Anecdotal, Historical and Critical Commentaries on Genetics" （页面存档备份，存于） (PDF). Genetics. Genetics Society of America. 137: 891–894. OCLC 469812548. Retrieved 22 January 2013.
2. ↑  . Japan Academy.   [30 January 2013]. （原始内容存档于2012-10-04）.
3. ↑  . The Genetics Society of Japan.   [30 January 2013]. （原始内容存档于2017-10-15）.
4. ↑  . Kihara Memorial Yokohama Foundation for the Achievement of Life Sciences.   [30 January 2013]. （原始内容存档于2017-12-02）.
5. ↑  . The World’s Greatest Japanese.   [30 January 2013]. （原始内容存档于2014-02-02）.